# Mini (1959-2000)
Este artigo é sobre o antigo modelo. Para o novo modelo, veja MINI (2001-2006)
O Mini é um carro econômico produzido pela British Motor Corporation (BMC) e seus sucessores, de 1959 até 2000. O original é considerado um ícone britânico da década de 1960 tendo sido concebido pelo engenheiro inglês Sir Alec Issigonis. O seus sistema de tração dianteira e motor com disposição transversal permitiram um design extremamente compacto da mecânica deixando livre mais espaço - permitindo que 80 por cento da área do piso do carro possa ser usado para passageiros e bagagem - influenciou uma geração de fabricantes de automóveis.
O veículo é, em alguns aspectos considerados o equivalente britânico do seu contemporâneo alemão, o Fusca, que apreciou a popularidade similar na América do Norte. Em 1999, o Mini foi votado o segundo mais influente carro do século XX, atrás apenas do Ford Model T.

## Mini no desporto automóvel
A sua capacidade de tração assim como uma maneabilidade ímpar permitiu ao Mini impor-se entre carros mais potentes e de maiores dimensões nos mais importantes eventos mundiais. Em 1964 o irlandês Paddy Hopkirk venceu aos comandos de um Mini Cooper o Rali de Monte Carlo. Esta proeza foi repetida por mais dois pilotos finlandeses Timo Makinen e Rauno Aaltonen em 1965 e 1967 respetivamente.

## Cultura Popular
Na série de humor Mr. Bean, o protagonista frequentemente se envolve em alguma confusão com seu Mini amarelo.

## Galeria
- Primeira geração (1959-67)
- Segunda geração (1967-70)
- Terceira geração (1969-76)
- Quarta geração (1976-83)
- Quinta geração (1984-89)
- Sexta geração (1990-95)
- Sétima geração (1996-00)